# チャイナシャドー
『チャイナシャドー』は、1990年に公開された日本映画。柳町光男監督作品。主演はジョン・ローン。原作は西木正明『スネークヘッド』。

## キャスト
- ヘンリー・黄（ウォン）：ジョン・ローン
- 北山アキラ：佐藤浩市
- キャサリン：サミ・デイビス
- モンリン：ヴィヴィアン・ウー
- 小牛：ローランド・ハラー3世
- 李克中：ロイ・チャオ
- ジェームソン：コンスタンチン・グレゴリー
- バーク：コリン・ジョージ
- 劉：ケネス・ツァン
- 呉：デニス・チャン
- チ・フォング：フレデリック・マオ
- 保国：ヤム・タット・ワー
- ワトソン：ケン・ベネット
- 陳：ユキオヤマト
- 幻想の母：高沢順子
- テレビリポーター：サム・ニール

## スタッフ
- 監督：柳町光男
- 製作総指揮：井関惺
- 製作：エリオット・ルイット、ドン・ゲスト
- 原作：西木正明『スネークヘッド』
- 脚本：リチャード・マックスウェル、柳町光男
- 撮影：トヨミチ・クリタ
- 音楽：清水靖晃
- 美術：アンドリュー・マッカルパイン
- 編集：山地早智子
- サウンドデザイナー：紅谷愃一
- アソシエイト・プロデューサー：桜井勉